# Primeira Divisão 1990-1991
L'edizione 1990-91 della Primeira Divisão vide la vittoria finale del Benfica.
Capocannoniere del torneo fu Rui Águas (Benfica), con 25 reti.

## Classifica finale
|    | Classifica           | Pt | G  | V  | N  | P  | GF | GS |
| -- | -------------------- | -- | -- | -- | -- | -- | -- | -- |
| 1  | Benfica              | 69 | 38 | 32 | 5  | 1  | 89 | 18 |
| 2  | Porto                | 67 | 38 | 31 | 5  | 2  | 77 | 22 |
| 3  | Sporting             | 56 | 38 | 24 | 8  | 6  | 58 | 23 |
| 4  | Boavista             | 41 | 38 | 15 | 11 | 12 | 53 | 46 |
| 5  | Salgueiros           | 36 | 38 | 12 | 12 | 14 | 32 | 48 |
| 6  | Beira Mar            | 36 | 38 | 12 | 12 | 14 | 40 | 49 |
| 7  | Sporting Braga       | 34 | 38 | 13 | 8  | 17 | 42 | 45 |
| 8  | Desportivo de Chaves | 34 | 38 | 10 | 14 | 14 | 49 | 52 |
| 9  | Vitória de Guimarães | 34 | 38 | 12 | 10 | 16 | 31 | 40 |
| 10 | Marítimo             | 34 | 38 | 12 | 10 | 16 | 37 | 48 |
| 11 | Farense              | 34 | 38 | 14 | 6  | 18 | 46 | 47 |
| 12 | União da Madeira     | 33 | 38 | 9  | 15 | 14 | 30 | 51 |
| 13 | Gil Vicente          | 33 | 38 | 11 | 11 | 16 | 34 | 46 |
| 14 | Famalicão            | 33 | 38 | 11 | 11 | 16 | 33 | 41 |
| 15 | Penafiel             | 33 | 38 | 12 | 9  | 17 | 34 | 51 |
| 16 | Tirsense             | 33 | 38 | 10 | 13 | 15 | 39 | 50 |
| 17 | Vitória Setúbal      | 32 | 38 | 11 | 10 | 17 | 53 | 53 |
| 18 | Estrela da Amadora   | 32 | 38 | 9  | 14 | 15 | 37 | 46 |
| 19 | Belenenses           | 29 | 38 | 10 | 9  | 19 | 27 | 38 |
| 20 | Nacional da Madeira  | 27 | 38 | 8  | 11 | 19 | 33 | 60 |

### Verdetti
- Benfica campione di Portogallo 1990-1991.
- Benfica qualificato alla Coppa dei Campioni 1991-1992
- Porto qualificato alla Coppa delle Coppe 1991-1992
- Sporting Lisbona,  Boavista e  Salgueiros qualificate alla Coppa UEFA 1991-1992.
- Tirsense,  Vitória Setúbal,  Estrela Amadora,  Belenenses e  Nacional retrocesse in Segunda Liga 1991-1992.